# Olena Vitrîcenko
Olena Vitrîcenko (n. 25 noiembrie 1976, Odesa, RSS Ucraineană, URSS) este o sportivă ce a reprezentat Ucraina, medaliată olimpică. A participat la 2 ediții ale Jocurilor Olimpice (1996, 2000) în care a câștigat o medalie de bronz.